# Джеймс Дегейл
Джеймс Дегейл  (англ. James DeGale, 3 лютого 1986) — британський професійний боксер, виступав в другій середній вазі, олімпійський чемпіон 2008, чемпіон Європи за версією EBU (2011 - 2012), дворазовий чемпіон світу за версією IBF (2015 - 2017, 2018).

## Любительська кар'єра
2006 року на Іграх Співдружності завоював бронзову медаль.
На чемпіонаті Європи 2006 програв у першому бою Андраніку Акопяну (Вірменія) — 21-31.
2007 року на чемпіонаті світу програв у першому бою Альфонсо Бланко (Венесуела) — 13-28.
На чемпіонаті країн Європейського Союзу 2007 і 2008 років займав друге місце.

### Виступ на Олімпіаді 2008
(кат. до 75 кг)
- У першому раунді змагань переміг Мухаммеда Хікаля (Єгипет) — 13-4
- У другому раунді змагань переміг Шона Естраду (США) — 11-5
- У 1/4 фіналу переміг Бахтіяра Артаєва (Казахстан) — 8-3
- У 1/2 фіналу переміг Даррена Сазерленда (Ірландія) — 10-3
- У фіналі переміг Еміліо Корреа (Куба) — 16-14

| Олімпіада  | Дисципліна        | Місце |
| ---------- | ----------------- | ----- |
| Пекін 2008 | середня категорія | 1     |

## Професіональна кар'єра
На професійному ринзі дебютував 28 лютого 2009 року.
15 травня 2010 року в бою з Семом Гортоном завоював вакантний титул інтернаціонального чемпіона WBA у другій середній вазі.
11 грудня 2010 року здобув перемогу технічним нокаутом над Полом Смітом і відібрав у нього звання чемпіона Великої Британії за версією BBBofC.
21 травня 2011 року в бою зустрілися непереможні чемпіон Великої Британії Джеймс Дегейл (10-0, 8КО) і чемпіон Співдружності Джордж Гровс (12-0, 10КО). Поєдинок проходив у рівній боротьбі з перемінним успіхом, а перемогу здобув рішенням більшості Гровс — 115-115, 115-114 двічі, який став володарем двох титулів.
15 жовтня 2011 року Джеймс, здобувши перемогу рішенням більшості над поляком Пйотром Вільчевським, став чемпіоном Європи за версією EBU і інтерконтинентальним за версією WBO.
Провівши два успішних захисти титулу чемпіона Європи, Дегейл 8  грудня 2012 року провів бій проти колумбійця Фулгенсіо Зуньїги і, перемігши його одностайним рішенням, завоював вакантний титул "срібного" чемпіона WBC.

### Дегейл проти Діррелла
Після серії успішних боїв, в тому числі трьох успішних захистів титулу WBC Silver, 23 травня 2015 року Джеймс Дегейл вийшов на бій проти американського бронзового призера Олімпіади 2004 Андре Діррелла за вакантний титул чемпіона світу за версією IBF. Дегейл активно розпочав бій і в другому раунді двічі послав Діррелла в нокдаун. Надалі бій трохи вирівнявся, але у суддів перемога британця сумнівів не викликала — 117-109 і двічі 114-112. Дегейл став першим британським боксером, який після перемоги на Олімпійських іграх став чемпіоном світу серед професіоналів.

### Дегейл проти Баду Джека
14 січня 2017 року відбувся об'єднавчий бій за титули IBF і WBC у другій середній вазі між Джеймсом Дегейлом і шведським боксером Баду Джеком. Видовищний поєдинок, в якому обидва боксери по разу побували в нокдауні, закінчився нічиєю. Кожен з бійців вважав, що на перемогу заслуговував саме він, і обидва були не проти реваншу.

### Дегейл проти Труекса
9 грудня 2017 року Дегейл не зумів захистити титул чемпіона IBF, неочікувано програвши в важкому поєдинку американцю Кейлебу Труексу рішенням більшості суддів — 116-112, 115-112 і 114-114. Після бою Дегейл скористався пунктом контракту про негайний реванш.

### Дегейл проти Труекса II
7 квітня 2018 року в повторній зустрічі Дегейла і Труекса британець взяв реванш і повернув собі звання чемпіона IBF.
Бій був брудний і маловидовищний. За підсумком 12 раундів судді віддали перемогу одностайним рішенням Дегейлу — двічі 114-113 і 117-110.

### Дегейл проти Юбенка-молодшого
У липні 2018 року Джеймс відмовився від титулу IBF через небажання боксувати з обов'язковим претендентом венесуельцем Хосе Ускатегі.
23 лютого 2019 року Дегейл провів бій за вакантний титул чемпіона IBO проти співвітчизника Кріса Юбенка-молодшого. Бій, в якому Дегейл побував в другому раунді в нокдауні, завершився перемогою Юбенка одностайним рішенням.